# トーキング・ラウド
トーキング・ラウド（トーキン・ラウド、Talkin' Loud）は、ジャイルス・ピーターソンがアシッド・ジャズ・レコーズを離れたのち1990年に設立したレコードレーベル。レーベル名は、ロンドン北西部カムデンの「ディングウォールズ」(Dingwalls) を会場に開かれていたピーターソンのクラブ・イベント「Talkin' Loud And Sayin' Something (トーキン・ラウド・アンド・セイイン・サムシング)」に基づくものである。このイベント名はまた、ジェームス・ブラウンとボビー・バード (Bobby Byrd)の楽曲「Talkin' Loud and Sayin' Nothing (トーキン・ラウド・アンド・セイイン・ナッシング)」を参考にしている。ノーマン・ジェイはトーキング・ラウドでA&Rを務めた。本レーベルは、1989年にフォノグラム (Phonogram) がピーターソンに対して行なったレーベル新設の働きかけにより誕生した。
トーキング・ラウド最初のリリース作品は、ガリアーノ、ジャラール (Jalal)、ザ・ラスト・ポエッツ (The Last Poets)、インコグニート、ヤング・ディサイプルズ (Young Disciples)、ワイルド&ピースフル (Wild & Peaceful)、エース・オブ・クラブズ (Ace of Clubs) などのアーティストの楽曲を収めた、1990年のセルフタイトルのコンピレーション・アルバムであった。トーキング・ラウドからは、1992年にヤング・ディサイプルズの『ロード・トゥ・フリーダム』（元の邦題は『ヤング・アイディア』）(Road to Freedom)、1996年にコートニー・パインの『モダン・デイ・ジャズ・ストーリーズ』(Modern Day Jazz Stories)、1997年にロニ・サイズ＝レプラゼントの『ニュー・フォーム』(New Forms)、1998年に4ヒーローの『トゥー・ペイジズ』(Two Pages)、2000年にMJコールの『シンシア』(Sincere)と、5組のアーティストのアルバムがマーキュリー賞にノミネートされた。このうち、ロニ・サイズ＝レプラゼントの『ニュー・フォーム』は受賞を果たしている。トーキング・ラウドの象徴的なロゴは、音楽誌『ストレート・ノー・チェイサー』(Straight No Chaser)のデザインを担当したスウィフティー (Swifty) ことイアン・スウィフト (Ian Swift) が手がけたものである。

## アーティスト
| - アーバン・スピーシーズ (Urban Species) - アーメン・ラー (Ahmen-Rah) - アブストラクト・トゥルース (Abstract Truth) - インコグニート (Incognito) - インナーゾーン・オーケストラ (Innerzone Orchestra) - エース・オブ・クラブズ (Ace Of Clubs) - エターナル・サン (Eternal Sun) - MCソラー (MC Solaar) - MJコール (MJ Cole) - エリザベス・トロイ (Elisabeth Troy) - オマー (Omar) - オリヴァー・ネルソン (Oliver Nelson) - ガリアーノ (Galliano) - クラスト (Krust) - クリーヴランド・ワトキス (Cleveland Watkiss) - K-クリエイティヴ (K-Creative) - コートニー・パイン (Courtney Pine) - サンズ・オブ・サマカンド (Sons Of Samacand) | - ジェフリー・ダーネル (Jeffrey Darnell) - ザ・シネマティック・オーケストラ (The Cinematic Orchestra) - ジャイルス・ピーターソン (Gilles Peterson) - ジャザノヴァ (Jazzanova) - ショーン・リー (Shawn Lee) - ジョニー・ワン＝ドロップ (Johnny One-Drop) - スキニーマン (Skinnyman) - ステップス・アヘッド (Steps Ahead) - ダイナマイトMC (Dynamite MC) - タミー・ペイン (Tammy Payne) - タンバ・トリオ (Tamba Trio) - DJクラスト (DJ Krust) - ティム・ドッグ (Tim Dog) - テリー・キャリアー (Terry Callier) - ドゥウェレ (Dwele) - ニール・バーンズ (Neil Barnes) - ニコレット (Nicolette) - ニューヨリカン・ソウル (Nuyorican Soul) | - ネイティヴ・ソル (Native Sol) - パーセプション (Perception) - ピーター・トーマス (Peter Thomas) - フェミ・クティ (Femi Kuti) - 4ヒーロー (4 Hero) - ブライアン・パウエル (Bryan Powell) - ヘリオセントリック・ワールド (Heliocentric World) - マークスマン (Marxman) - ヤング・ディサイプルズ (Young Disciples) - ユナイテッド・フューチャー・オーガニゼイション (United Future Organization) - ザ・ルーツ (The Roots) - ロウ・ディール (Raw Deal) - ロニ・サイズ (Roni Size)／レプラゼント (Reprazent) - ワックス・ドクター (Wax Doctor) |